# عبدالقادر ضعف
عبدالقادر ضعف (فرانسوی: Abdel-Kader Zaaf‎; ۲۷ ژانویهٔ ۱۹۱۷ – ۲۲ سپتامبر ۱۹۸۶) دوچرخه‌سوار الجزایری‌تبار اهل فرانسه بود.